# Awake (album Dream Theater)
Awake – trzeci album studyjny progresywnometalowego zespołu Dream Theater, wydany w 1994 roku. Jest to ostatni album Dream Theater, na którym na instrumentach klawiszowych zagrał Kevin Moore.
Na wkładce płyty utwory 4, 5 i 6 zgrupowane są w jeden, noszący tytuł A Mind Beside Itself, jednak na odwrocie okładki płyty wylistowane są pojedynczo. Na koncertach zespół zazwyczaj gra te utwory osobno, jednak zdarza się, że grane są razem, tak jak zostało to zarejestrowane na albumie koncertowym Live Scenes from New York. Japońskie wydanie albumu zawiera dodatkowo utwór Eve, który ukazał się nieco wcześniej na singlu The Silent Man.

## Lista utworów
1. "6:00" (muz. Dream Theater, sł. Moore) – 5:31
2. "Caught in a Web" (muz. Dream Theater, sł. LaBrie, Petrucci) – 5:28
3. "Innocence Faded" (muz. Dream Theater, sł. Petrucci) – 5:43
4. "Erotomania" (muz. Dream Theater) – 6:45
5. "Voices" (muz. Dream Theater, sł. Petrucci) – 9:53
6. "The Silent Man" (muz. Petrucci, sł. Petrucci) – 3:48
7. "The Mirror" (muz. Dream Theater, sł. Portnoy) – 6:45
8. "Lie" (muz. Dream Theater, sł. Moore) – 6:34
9. "Lifting Shadows off a Dream" (muz. Dream Theater, sł. Myung) – 6:05
10. "Scarred" (muz. Dream Theater, sł. Petrucci) – 11:00
11. "Space-Dye Vest" (muz. Moore, sł. Moore) – 7:29

## Twórcy
- James LaBrie – śpiew
- Kevin Moore – instrumenty klawiszowe
- John Myung – gitara basowa
- John Petrucci – gitara
- Mike Portnoy – instrumenty perkusyjne